# Moiron (nouvelle)
Moiron est une nouvelle de Guy de Maupassant, parue en 1887.

## Historique
Moiron est une nouvelle de Guy de Maupassant initialement publiée dans la revue Gil Blas du 27 septembre 1887, puis dans la seconde édition augmentée du recueil Clair de lune en 1888.

## Résumé
M. Maloureau, ancien procureur général sous l’Empire en province, raconte l'affaire de l'instituteur Moiron.
C’était un instituteur, comme un autre, à la différence qu’il avait une excellente réputation. Ses trois enfants étaient morts et il semblait qu’il reportait tout l’amour qu’il avait eu pour eux sur ses élèves. Il leur donnait des sucreries, des jouets…
Mais un jour, plusieurs de ses élèves furent très malades et moururent… puis sa femme de chambre aussi attrapa cette étrange maladie. Elle avoua qu’elle avait volé des bonbons que M. Moiron donnait à ses élèves. On soupçonna donc M. Moiron de meurtre et, après plusieurs autres preuves, on le condamna à la peine capitale. Il ne lui restait que le recours en grâce comme ultime chance de survivre. Et après le passage d’un étrange prêtre, l’Empereur fut convaincu de le gracier et le gracia.
Deux ans plus tard, le procureur rencontre de nouveau Moiron, qui lui fait sa confession. 
Après la mort de ses trois enfants, l’instituteur avait eu une prise de conscience. Dieu n’aspirait qu’au sang, à la mort et à la destruction. Il s’amusait à déclencher des épidémies, des guerres, des éruptions, des tsunamis et bien d’autres catastrophes encore, rien que pour s’amuser, rien que pour son bon plaisir. Il avait donc tué ses élèves pour que, ceux-ci au moins, ce ne soit pas Dieu qui les ait tués. 

## Éditions
- 1887 : Gil Blas (27 septembre)
- 1888 : Clair de lune, recueil paru chez l'éditeur  Paul Ollendorff
- 1891 : L'Intransigeant illustré (12 novembre)
- 1979 : Contes et Nouvelles, tome II, texte établi et annoté par Louis Forestier, éditions Gallimard, Bibliothèque de la Pléiade.

## Lire
- Lien vers la version de Moiron dans Clair de lune,